# 2 Reyes 16
2 Reyes 16 es el decimosexto capítulo de la segunda parte de los Libros de los Reyes de la Biblia hebrea o Segundo Libro de los Reyes del Antiguo Testamento de la  Biblia cristiana El libro es una compilación de varios anales que registran los actos de los reyes de Israel y Judá por un compilador deuteronómico en el siglo VII a. C. con un suplemento añadido en el siglo VI a. C. Este capítulo registra los acontecimientos durante el reinado de Acaz, el rey de Judá.

## Texto
Este capítulo fue escrito originalmente en lengua hebrea y desde el siglo XVI se divide en 29 Versículos.

### Testigos textuales
Algunos de los primeros manuscritos que contienen el texto de este capítulo en hebreo pertenecen a la tradición del Texto Masorético, que incluye el Códice de El Cairo (895), el Códice de Alepo (siglo X) y el Códice Leningradensis (1008).
También existe una traducción al griego koiné conocida como Septuaginta, realizada en los últimos siglos a. C.. Los manuscritos antiguos existentes de la versión Septuaginta incluyen el Codex Vaticanus ('B; {\displaystyle {\mathfrak {G}}}B; siglo IV) y el Codex Alexandrinus (A; {\displaystyle {\mathfrak {G}}}A; siglo V).

## Análisis
Este capítulo está organizado quiasticamente:
A introducción formulaica (16:1-4)
B amenaza a Jerusalén y soborno de Tiglat-pileser (16:5-9)
C visita de estado a Damasco (16:10-11: altar)
D Acaz ministra en el altar (16:12-14)
C' continuación del culto en el altar (16:15-16)
B' tributo a Tiglat-pileser y saqueo del templo (16:17-18)
A' resumen (16:19-20)
Centrándose en el interés de Ajaz por el altar de Damasco, el narrador destaca la tipología de este pasaje, contrasta las imágenes de Salomón y Jeroboam en los altares en el Primer Libro de los Reyes (1 Reyes 8, 1 Reyes 12: 32-33), a Ajaz de pie ante el altar, una réplica del de Damasco, convirtiéndose en 'otro Jeroboam', estableciendo un culto alternativo al del templo de Salomón, por lo que Judá repite el pecado de Israel y sería convenientemente condenado al final. 
Acaz es juzgado más severamente que cualquier otro rey de Judá aparte de Manasés, ya que siguió los caminos de los reyes de Israel en lugar de los de David. Ocozías de Judá hizo lo mismo (2 Reyes 8:27), pero con la «excusa» de pertenecer a la familia de Ajab, mientras que no se da ninguna excusa para Acaz. Yendo más allá de imitar el culto alternativo de Israel, Acaz revivió las costumbres de las naciones cananeas que Israel había desplazado originalmente (16:3) causando 'santuarios idolátricos esparcidos por toda la tierra'. Mientras tanto, los reinos de Israel y Aram, en alianza contra Asiria, atacaron a Acaz desde el norte (Isaías 7), y Rezín de Siria tomó una ciudad de Judá (9), 'expulsando a los habitantes a un mini-exilio'.
Al no acudir a YHWH, Ajaz se dirigió a Tiglat-Pileser III en busca de ayuda y se declaró «siervo e hijo» del rey asirio (16:7). Los asirios saquearon Damasco y expulsaron a los arameos al exilio. De este modo, tanto Israel como Judá se vieron presionados a «alianzas comprometedoras con los gentiles»: Israel se alió con Aram, 'su enemigo tradicional', mientras que Judá se alió con Asiria, trayendo la imagen de «los hijos de Dios “casándose” con las hijas de los hombres» (Genesis 6:1-4), y luego «un diluvio» de gentiles arrastró 'tanto a Judá como a Israel al exilio' (Genesis 6-Genesis 9). 

## Acaz y la guerra siro-efraimita (16:1-9)
El relato regnal introductorio de Ajaz hace hincapié en su maldad, que a pesar de sus encuentros con el profeta Isaías (Isaías 7:1-Isaías 9:6), actuó como los reyes de Israel (cf. 2 Reyes 8:18), no siguió el ejemplo de David (cf. 2 Reyes 14:3; 1 Reyes 15:11). La evidencia es que las prácticas de culto «abominables» de los cananeos (cf. Deuteronomio 20:18) incluyendo «pasar a su hijo por el fuego» (versículos 3-4; cf. Deuteronomio 12:31; 18:10; 2 Reyes 17:17), vinculándose a las prácticas de Jeroboam (1 Reyes 14:24) y Manasés (2 Reyes 21:2-6).  Ante el ataque de las fuerzas siro-efraimitas, Acaz no aceptó el consejo de Isaías de buscar la protección de YHWH, sino que apeló a Tiglat-Pileser, que no necesitaba la invitación de Acaz para atacar a Aram. El planteamiento de Acaz obligaba a Israel ante los asirios, mientras que Tiglat-Pileser no pensaba lo mismo e incluso impuso más tributos a Acaz por el rescate.

### Versículo 1
En el año diecisiete de Peka hijo de Remalías, comenzó a reinar Acaz hijo de Jotam, rey de Judá
- Referencias cruzadas: 2 Crónicas 28:1
- «En el año 17 de Pekah»: Según la cronología de Thiele ,[13] Ajaz se convirtió en corregente con su padre, Jotam, en el reino de Judá, en septiembre de 735 a. C. y se convirtió en rey único entre septiembre de 732 a. C. y septiembre de 731  a. C.,[14] solapando el 20º (y último) año de Peka,[15] y el 20º año de Jotam.[16]

### Versículo 2
Tenía Acaz veinte años cuando llegó a ser rey, y reinó dieciséis años en Jerusalén; y no hizo lo recto ante los ojos del Señor su Dios, como había hecho su padre David.
- «Reinó 16 años»: según la cronología de Thiele, Acaz se convirtió en corregente en septiembre de 735 a. C., luego como rey único durante 16 años entre septiembre de 732 a. C. y septiembre de 731 a. C. hasta que murió unas semanas (o días) antes de Nisán de 715 a. C.[18]

### Versículo 5
Entonces Rezín, rey de Siria, y Peka, hijo de Remalías, rey de Israel, subieron a Jerusalén para hacer la guerra; y sitiaron a Acaz, pero no pudieron vencerlo. 
- Referencia cruzada: Isaías 7:1.[20]

El ejército siro-efraimita no podía permitirse un asedio prolongado de Jerusalén mientras la frontera de Aram estuviera abierta al asalto de los asirios. Así lo previó Isaías cuando dio su consejo a Acaz (Isaías 7-9).

## Acaz paganiza el Templo (16:10-20)
Esta sección se centra en el nuevo altar que hizo Ajaz siguiendo el diseño del que vio en Damasco, cuando fue allí a reunirse (quizá para prestar juramento de fidelidad) con Tiglat-pileser, que había establecido su cuartel general en esa ciudad. El nuevo altar ocupó el lugar del de bronce encargado por Salomón (1 Reyes 8:64), que está desplazado al lado norte del nuevo, y asumió sus funciones para las ofrendas regulares (cf. Números 29:39). Los pesados instrumentos de bronce instalados por Salomón en el atrio del templo (1 Reyes 7:27-39) y otras estructuras del templo fueron cambiados por Acaz «a causa del rey de Asiria». Los altares en el techo de la cámara alta de Acaz fueron destruidos más tarde por el rey Josías (2 Reyes 23:12.

## Arqueología

### Ahaz
.

El texto de Nimrud Tablet K.3751 en la Editio princeps de Sir Henry Rawlinson, que contiene el nombre de «Ajaz (escrito como “Jeho-ahaz”) de Judá»

Gran parte de la política exterior de Ajaz no se conoce por los Libros de los Reyes, sino por el Libro de Isaías y las inscripciones asirias (ANET 282-284).
La « Tablilla de Nimrud K.3751», que describe los primeros 17 años del reinado de Tiglat-Pileser III, contiene la primera referencia arqueológica conocida a Judá (Yaudaya o KUR.ia-ú-da-a-a) y el nombre de «Ajaz» (escrito como «Jeho-ajaz»), junto con sus tributos al rey asirio en oro y plata.
Se han encontrado varias bullae con el nombre de Acaz: 
1. Una bulla real con la inscripción: «Perteneciente a Ajaz (hijo de) Jehotam, rey de Judá."[24][25]
2. Sello de piedra en forma de escarabajo (escarabajo) con la inscripción: «Perteneciente a Ushna siervo de Acaz".[26]
3. Una bulla real con la inscripción: «Perteneciente a Ezequías [hijo de] Acaz rey de Judá» (entre 727 y 698 a. C.).[27]

### Tiglat-Pileser III
.

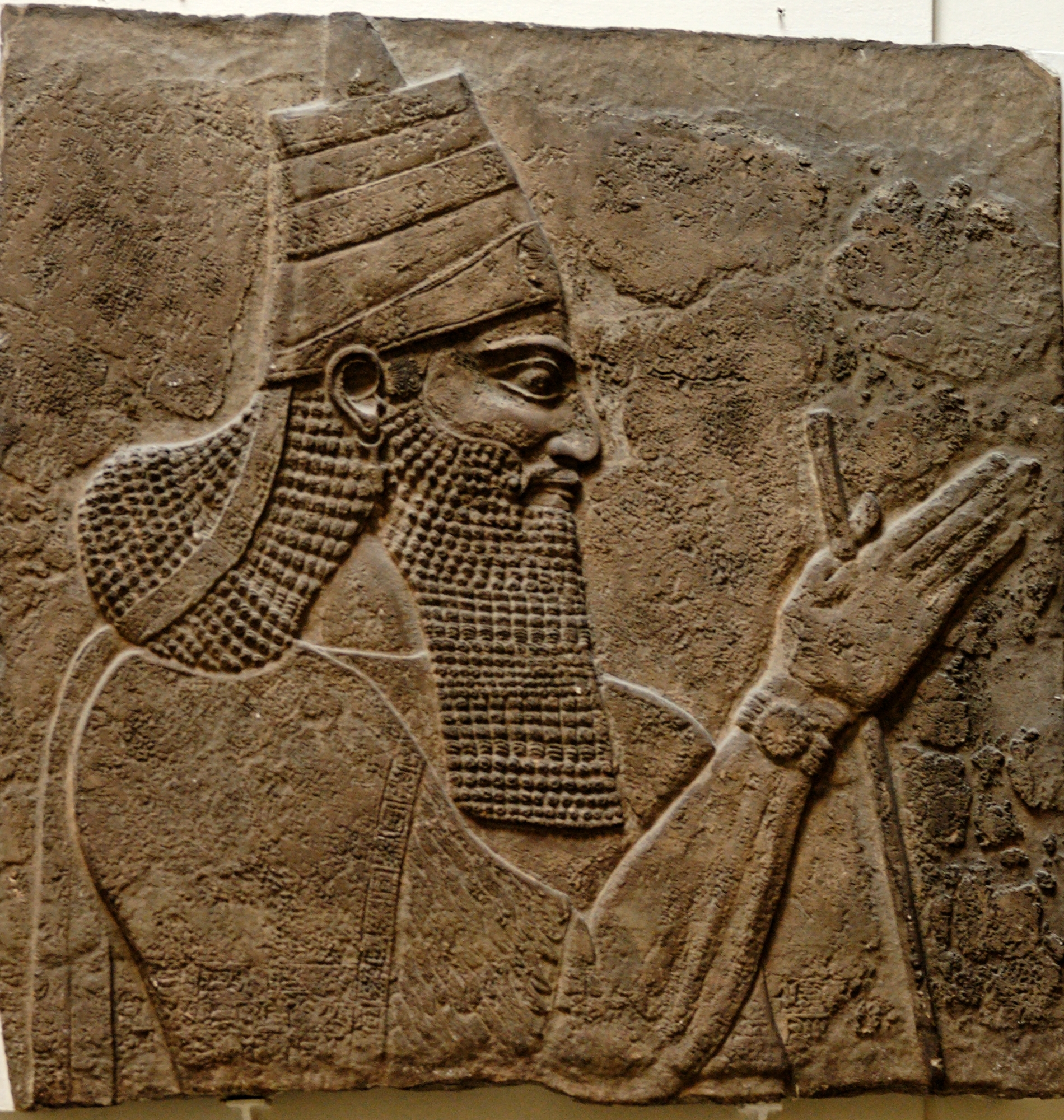
Tiglath-Pileser III, rey de Asiria. Panel de piedra, obra de arte asiria, h. 728 a. C.. Del Palacio Central de Nimrud

Se han encontrado numerosas inscripciones del reinado de Tiglat-Pileser III, rey de Asiria, la mayoría de ellas procedentes de su antiguo palacio en Nimrud, antigua Kalhu, entre las que se incluyen: (1) Anales (ordenados cronológicamente); (2) Inscripciones Sumarias (ordenadas siguiendo un patrón predominantemente geográfico); y (3) Textos Misceláneos (etiquetas, inscripciones dedicatorias, así como otros fragmentos). 

### Rezin
El relato de Rezin se encuentra entre las inscripciones de Tiglat-Pileser, en particular las relacionadas con una campaña asiria de tres años en el Levante, del 734 al 732 a. C., como en la siguiente cita:
 Cita: «Para salvar su vida, él («Raḫiānu» o «Rezin») huyó solo y entró por la puerta de su ciudad [como] una mangosta ... Rodeé (y) capturé [la ciudad ...]ḫādara, el hogar ancestral de Raḫiānu («Rezin») de la tierra Damasco, [el pl]ace donde nació. ...Como cuenta(s) después del Diluvio, destruí 591 ciudades de 16 distritos de la tierra Damasco. (RINAP 1, Tiglath-Pileser III 20, l. 8'-17')
Esto es comparable al relato de 2 Reyes 16:9:
Y el rey de Asiria [Tiglat-Pileser III] le escuchó; porque el rey de Asiria subió contra Damasco, y la tomó, y llevó a su pueblo cautivo a Kir, y mató a Rezín. 

### Pekah
Uno de los anales de Tiglat-Pileser III mencionó a Pekah y Hoshea, dos últimos reyes de Israel:
«Ellos derrocaron a su rey Peka (Pa-qa-ḥa) y yo puse a Oseas (A-ú-si-ʼ) como rey sobre ellos. Yo [Tiglat-Pileser III] recibí de ellos 10 talentos de oro, 1000 (?) talentos de plata como su [tri]bute, y los llevé a Asiria (ANET 284).
Esto es comparable al relato de 2 Reyes 15:30:
'Entonces Oseas hijo de Ela conspiró contra Peka hijo de Remalías, y lo derribó y lo mató, y reinó en su lugar, en el año veinte de Jotam hijo de Uzías. 